# Altenbrak
Altenbrak ist ein Ortsteil der Stadt Thale im Landkreis Harz in Sachsen-Anhalt, Deutschland. Er wurde 2002 als Luftkurort anerkannt.

## Geographie

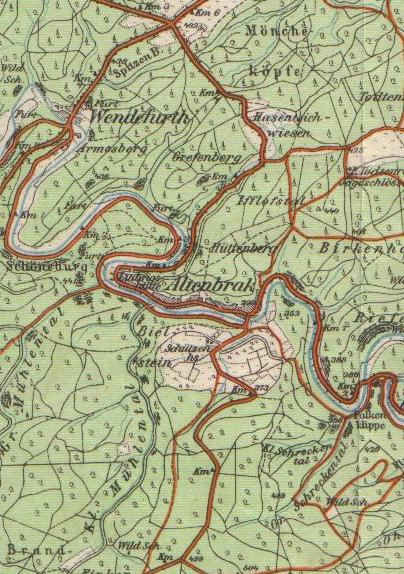
Karte von Altenbrak (1912)

Der Ort erstreckt sich in einem von Osten nach Westen geöffneten Tal, etwa 1,6 km längs der Bode. Zur Talsperre Wendefurth, die Teil der Rappbodetalsperre ist, sind es drei Kilometer. Aus der Natur heraus musste sich Altenbrak zu einem ausgesprochenen Straßendorf entwickeln.

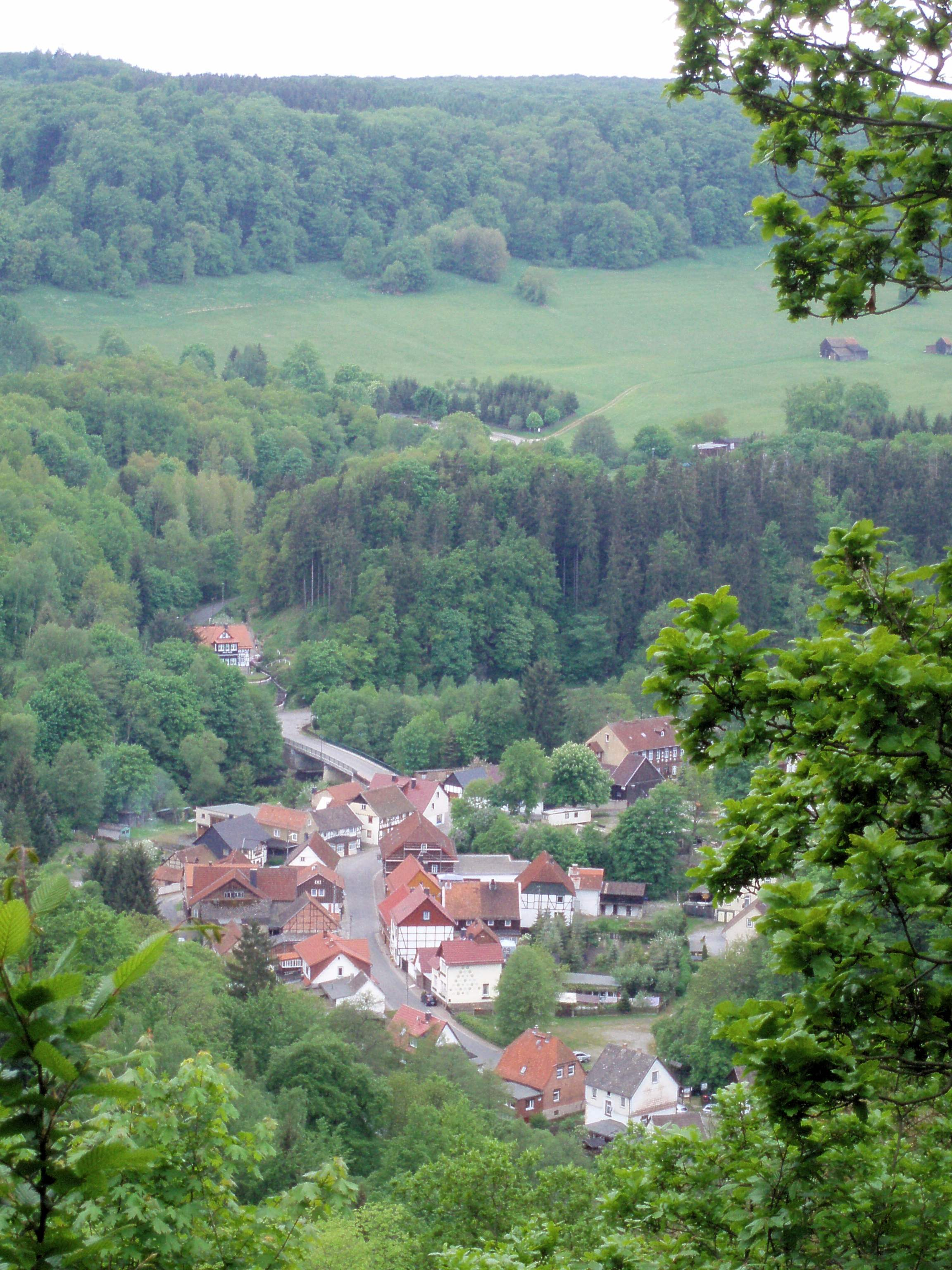
Blick vom Bösen Kleef

Vor der Staumauer liegt der Ortsteil Wendefurth. Altenbraks unmittelbare Nachbarorte sind Allrode, Blankenburg (Harz), Cattenstedt, Friedrichsbrunn, Hasselfelde, Treseburg, Wendefurth, Wienrode. In der näheren Umgebung liegen Almsfeld, Todtenrode und das Jagdschloss Windenhütte.

## Geschichte

### Allgemeine Übersicht
Nach dem Chronisten Gustav Adolph Leibrock wurde Todtenrode (Dovenrode), oberhalb von Altenbrak gelegen, um 970 als ein landwirtschaftliches Gut erwähnt. Jahrhunderte früher, ehe Berg- und Hüttenleute sich im Bodetal ansiedelten, waren im Ort Menschen mit Landwirtschaft und Viehzucht beschäftigt. (Reste dieser Ansiedlung sind für Ortskundige in der Gegend noch erkennbar). Markgraf Eckhard – auch Eckard oder Eckert – als Eigentümer schenkte es dem Stift Gernrode, die Markgraf Gero 959 gestiftet hatte.
Als Siedlungs- und Gewinnungsstätte von Erzen auf zu Tage tretenden Gängen hat Altenbrak höchstwahrscheinlich schon im 10. Jahrhundert existiert. Der Rennofen war bereits bekannt und wurde in einer Art dörflicher Gemeinschaft benutzt. Das Rambergmassiv reichte mit seinen Erzgängen bekanntlich bis Altenbrak. Zwischen 1227 und 1448 sollte die Gründung Altenbraks (lt. den Ortschronisten Günther Mros und Werner Schomburg) liegen. Seine Entstehung verdankt der Ort dem Berg- und Hüttenwesen. Mit dem ersten Hüttenbau wurde etwa gegen Ende des 14. Jahrhunderts – wahrscheinlich an der Stelle des heutigen Hütteplatzes – begonnen. Altenbrak wurde erstmals 1448 als Hüttenort erwähnt. In der ersten Bergbauperiode wurde das Gestein im Tagebau aus der Erdoberfläche herausgebrochen. Den Ganglinien folgten Tagebauten, die heute als „Hohlwege“ bekannt sind.
In der Chronik der Stadt und des Fürstenthums Blankenburg, der Grafschaft Regenstein und der Klöster Michaelstein und Walkenried, nach urkundlichen Quellen bearbeitet von Gustav Adolph Leibrock, heißt es auf Seite 383/384: „Zu Wienrode eingepfarrt sind Altenbrack, ein alter Hüttenort, dessen Hütten durch Wasser oder Brand zerstört und weiter abwärts in den Riefen wieder aufgebaut wurden, wovon noch Hüttegraben und Schlackenhalden zeugen. Später ging auch diese ein und man baute nun die Hütte an die alte Stelle, die alte BRACKE. Es kommt 1448 als Oldendorp im gräfl. Theilungsrecesse vor, wurde wie die übrigen Hütten von den Grafen verpachtet, dann als Lehn weggegeben; als solches Lehn besaß sie 1574 der Hüttenmeister Hans Hahne, der sie für 1300 Taler an Valentin Böttcher, Bürgermeister von Blankenburg versetzte.“
1725 wurde der Altenbraker Hüttenpächter Johann Heinrich Grofe in den Prozess der vier Oberfaktoren verwickelt.
Nachdem 1867 die letzte Hütte geschlossen worden war, verarmte die Bevölkerung. Später entwickelte sich der Tourismus, der durch die geschützte Lage des Ortes begünstigt war.

### Altenbrak im Zweiten Weltkrieg
Auch Altenbrak war in die kriegerischen Kampfhandlungen einbezogen. Gleich zu Anfang des Krieges wurden ca. 15 Familien aus dem Saarland und den Westwallgebieten nach Altenbrak evakuiert. Aber es gab keine Arbeitsmöglichkeiten und die Unterbringung von etwa 50 Menschen war keine ideale Lösung für alle Beteiligten. Dazu kamen nach den Bombardements in den Städten die Ausgebombten und Schutzsuchenden, meistens Frauen und Kinder; die Väter waren an der Front.
Der Ort bekam in dieser Zeit einen Einwohnerzuwachs von mindestens 200 bis 250 Personen. Gegen Ende des Krieges kamen noch einmal ungefähr 15 Familien: Flüchtlinge aus Ostpreußen, Schlesien und dem Sudetenland. Am 18. April 1945 beschossen die amerikanischen Truppen mit Artillerie und Panzer, von Hasselfelde über die Cellestraße kommend, den kleinen Ort und richteten großen Schaden an. Es starben zehn Personen. Die Menschen flohen in die ehemaligen Bergwerksstollen oder in die unzugänglichen Waldgebiete im Bodetal. Am Nachmittag rückten drei amerikanische Panzer über die Cellestraße zur Bodebrücke, zwei passierten die hölzerne Bodebrücke, der dritte Panzer brach mit der Brücke ein. Sie war somit zerstört und unpassierbar. Nach Ende der Kämpfe mussten insgesamt 39 deutsche Soldaten auf dem Friedhof Altenbrak beerdigt werden. Die „Bergwiese“ – heute ein Freizeitgelände – verwandelte sich in den folgenden Tagen in ein großes provisorisches Gefangenenlager für 5000 bis 6000 deutsche Soldaten.
An eigenen Gefallenen und Vermissten hat Altenbrak 17 Männer zu beklagen. Ein Kriegerdenkmal befindet sich auf dem Friedhof in Altenbrak.

### Neuanfang nach dem Zweiten Weltkrieg
Am 3. September 1945 erließ die Landesregierung Sachsen-Anhalt eine Verordnung über die Durchführung der demokratischen Bodenreform:
- die herzoglichen Forsten und Ländereien wurden Volkseigentum; Schloss Blankenburg (Harz) kam in den Besitz des Landes Sachsen-Anhalt;
- in Altenbrak erhielten 20 Bürger Parzellen von (ca. 3 ha für jeden) als Bauernwald;
- die Standorte: Celle, Hannover, Kl. Mühlental, insgesamt 57,69 ha;
- auch die Gemeinde erhielt einige Flächen: Hängemattenwald (jetzt Waldbühne), Schützenplatz, Kuhtrift im Roland;
- die herzoglichen Ländereien wurden ebenfalls in Parzellen aufgeteilt: Die Altenbraker, die dieses Land bisher in Pacht hatten, wurden nun Eigentümer.

Von 1943 bis 1945 betrieb die herzogliche Forst im Roland zwei kleine gemauerte Brennöfen für Holzkohle, die von zwei Einwohnern bedient wurden. Die Holzkohle benötigte man zum Antrieb der LKW – mangels Benzin oder Diesel. Allein in Altenbrak benutzte man drei Lkw zum Transport notwendiger Güter. Sie fuhren die „Holzkohlevergaser“, d. h. mit Holzgas statt Benzin oder Diesel. 1948 wurde der Betrieb mit diesen Brennöfen für Holzkohle eingestellt.
Unter Führung des Bürgermeisters Erich Hoffmann, der aus Hasselfelde kam, ergriff die Bevölkerung 1946 die Initiative zur Beseitigung der Kriegsschäden, um den Ort als Fremdenverkehrs- und Erholungsstätte auszubauen. Ein eigens von der Gemeinde erworbenes Haus wurde zum Gemeindebüro ausgebaut und in ihm ein Behandlungs- und Sprechzimmer für Arzt und Zahnarzt eingerichtet. Dem Bürgermeister zur Seite standen zwei Mitarbeiterinnen und ein Rechnungsführer.
Vom 5. bis 8. Juli 1951 feierte der Ort sein 500-jähriges Jubiläum. Seit 22. Juni 1949 ist Altenbrak Luftkurort. Altenbrak nannte sich viele Jahrzehnte Perle des Bodetals.
Am 1. Juli 2009 wurde die bis dahin selbstständige Gemeinde Altenbrak in die Stadt Thale eingemeindet.

## Politik
Früher bildeten Altenbrak und der Nachbarort Treseburg eine Gemeinde, der ein Gemeindevorsteher aus Altenbrak vorstand. Durch eine Verordnung von Herzog Wilhelm von Braunschweig vom 28. Januar 1835 wurde Treseburg eine selbständige Kommune und besaß ab diesem Zeitpunkt einen eigenen Gemeindevorsteher. Gemeindevorsteher waren Vertreter des Bürgertums, das von den zahlreichen Handwerkern, Gaststättenbesitzern, Kaufleuten und Fremdenpensionsbesitzern repräsentiert wurde. Die Verwaltungsaufgaben eines Gemeindevorstehers waren damals noch gering. So führte er diese Tätigkeit sozusagen „nebenberuflich“ durch, hatte auch keine Hilfskräfte zur Erledigung von etwaigen Schreibarbeiten, im Gegenteil: ihm oblagen meist noch die Tätigkeiten des Standesbeamten. Ihm unterstand lediglich ein Gemeindediener. Dieser erledigte Botengänge, war verantwortlich für die Wasserversorgung und war der „Ausrufer“ von Bekanntmachungen. Mit einer an einem Stiel befestigten Messingglocke kündigte er laut und vernehmlich seine Informationen an. Ein „Ausrufer“ war noch bis nach dem Zweiten Weltkrieg in gleicher Weise tätig, bis Altenbrak 1950 eine Ortsrufanlage erhielt.
Die Gemeindevorsteher wurden von den Einwohnern für sechs Jahre gewählt und von der Kreisdirektion bestätigt. So lesen wir in einer Bekanntmachung des Gemeinnützigen Wochenblattes für Blankenburg und den Harz vom 20. November 1869: „Der für die Zeit vom 1. Januar 1870 bis 1876 zum Gemeindevorsteher von Altenbrak erwählte Schneidermeister August Röbbeling daselbst ist als solcher am 15. ds. Mts. bestätigt und eidlich verpflichtet.“
Der hier erwähnte August Röbbeling hatte das Amt des Gemeindevorstehers bis zum Ende des Ersten Weltkrieges inne und wurde von seinem Sohn, dem Schneidermeister Otto Röbbeling abgelöst.

### Bürgermeister
- 1927–1933 Wilhelm Steffen (SPD). Nach der Machtergreifung durch die NSDAP am 30. Januar 1933, setzte man zunächst den früheren Ortsvorsteher Otto Röbbeling wieder ein, bis dann der Ortsgruppenleiter der NSDAP, Karl Leggewig, dieses Amt übernahm und es bis zum Ende des Zweiten Weltkriegs innehatte.
- Erster Bürgermeister nach dem Zweiten Weltkrieg 1945 wurde Karl Schomburg (SPD).
- Ab 1946 kam Erich Hoffmann (KPD) als sein Nachfolger nach Altenbrak, der im November 1958 abgesetzt wurde.
- 1959 für zwei Monate (kommissarisch) Walter Koch (SED).
- 1959 für ebenfalls zwei Monate (kommissarisch) Bernard Prochnau (SED).
- 1959–1965 Otto Ebeling (SED).
- 1965–1980 Otto Elsner (SED).
- 1980–1986 Dieter Lang (SED).
- 1986–1989 Jörg Wenzel.
- 1989–1993 Konrad Pisalski.
- 1993–2000 Manfred Dott (CDU).[6]
- 2001–2008 Konrad Pisalski (WG).[7]
- 2008–2009 Ralf Trute.[8]

### Wappen und Flagge
Das durch den Magdeburger Heraldiker Jörg Mantzsch gestaltete Wappen wurde am 10. Juli 2008 durch den Landkreis Harz genehmigt und unter der Nr. 32/2008 im Landesarchiv Sachsen-Anhalt registriert.
Blasonierung: „Gespalten von Gold und Grün, vorn eine ausgerissene grüne Fichte, hinten ein halbes silbernes Wassermühlrad am Spalt, im blauen Wellenschildfuß eine silberne Forelle.“
Die Farben der ehemaligen Gemeinde sind – ausgehend von der Tingierung des Wappens – die Farben Grün und Gold (Gelb). Die Flagge ist zweistreifig, linker Streifen grün und rechter Streifen gelb. Bei der quergestreiften Flagge ist der obere Streifen grün und der untere Streifen gelb. Mittig aufgesetzt ist das Wappen.

## Wirtschaft und öffentliche Dienste

### Tourismus
Einer der Hauptwirtschaftsfaktoren des Ortes sind die Kurgäste. Zwischen 1946 und 1988 stiegen die Gastzahlen massiv an:
- 1946: 1.290 Kurgäste.
- 1949: 4.217 Kurgäste.
- 1955: 7.859 Kurgäste.
- 1970: 10.579 Kurgäste.
- 1977: 17.200 Kurgäste.
- 1988: 25.375 Kurgäste.

### Geschichte der Feuerwehr
Die Freiwillige Feuerwehr Altenbraks wurde am 9. Oktober 1869 mit der Ernennung des Revierförsters Bauer zum Feuerlöschungs-Comissär und des Präzeptors Rodenstein zu seinem Stellvertreter gegründet. Die technische Leitung hatte der „Feuerwehrhauptmann“. Die Feuerwehrleute waren freiwillige Helfer, darüber hinaus war jedoch jeder gesunde männliche Einwohner vom 18. bis zum 45. Lebensjahr verpflichtet, das Gemeinwohl zu schützen und den Dienst in der Feuerwehr anzunehmen. In den Anfangsjahren benutzte man als Löschgerät eine einfache Handdruckspritze, bei der auf jeder Seite je zwei Mann die Pumpe bedienten. Sie musste zum Brandort getragen werden (Tragespritze). Später wurde sie auf einen Wagen montiert, der von zwei Pferden gezogen wurde (bespannte Spritze). Dieses Gerät war noch in Gebrauch, bis es 1935 von einer Motorspritze Typ II von DKW ersetzt wurde.
Heute liegt die Leitung der Freiwilligen Feuerwehr in den Händen des Ortswehrleiters. Am 14. August 2010 wurde der Freiwilligen Feuerwehr ein neues Löschgruppenfahrzeug LF 20/16 Magirus für die Bewältigung ihrer Aufgaben zur Verfügung gestellt.

### Postalische Daten
Am 1. April 1882 wurde die erste Postagentur vom Gastwirt Heinrich Fessel eröffnet. Ihm folgten der Kaufmann Adolf Schomburg als Postagent und Marie Steffen als Postagentin. Anschließend führten folgende Personen die Geschäfte, wobei das angegebene Datum jeweils das Anfangsdatum ihrer Amtszeit markiert, die mit Amtsantritt des Nachfolgers endete:
- 1. Mai 1909: Schneidermeister Georg Hoffmann
- 1. Oktober 1939: Invalide Otto Kühling
- 1. Februar 1942: Wilhelm Steffen
- 20. April 1954: Emil Mros jun.

Am 1. April 1955 schließlich wurde die Postagentur zu einem Zweigpostamt umgewandelt.

## Öffentliche Einrichtungen

### Kirche und Schule

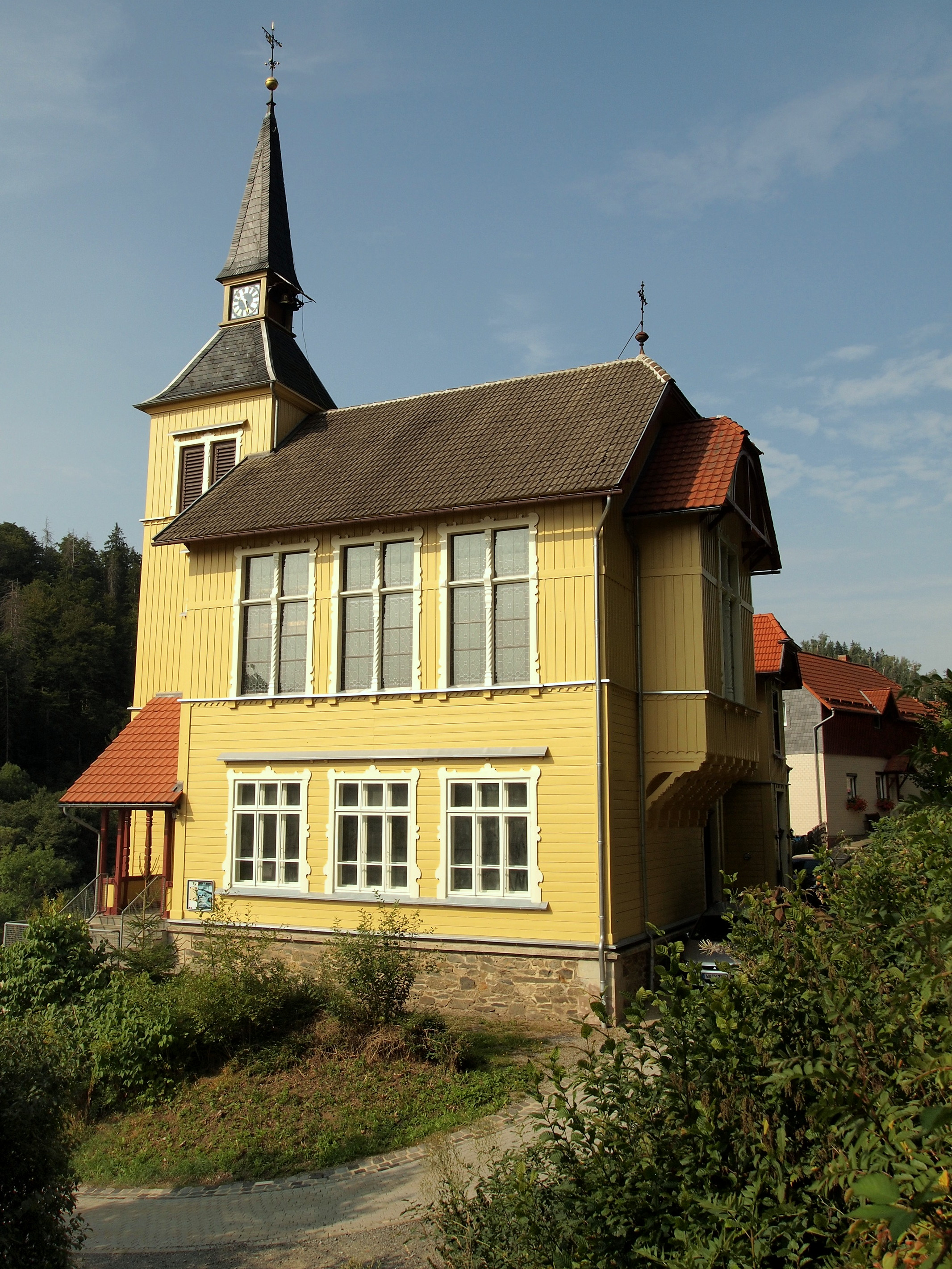
Altenbrak, Kirche

Kirchenrechtlich bildete Altenbrak keine selbständige Gemeinde. Für die Einwohner war der Pfarrer in Wienrode zuständig, wenn es um das Abendmahl, Trauung, Taufe oder Begräbnis ging. Seit der Reformation gab es im Herzogtum Braunschweig für auf dem Lande verstreut liegende Siedlungen ohne Pfarrkirche einen Kantor, Schulmeister oder Präzeptor, der mit der Abhaltung eines täglichen Bet- und Lesegottesdienstes und vor allem mit dem Schulunterricht beauftragt war. Sein Einkommen bezog er aus dem „Opfer“ der Gemeinde oder einem gesonderten Stiftungsvermögen der evangelisch-lutherischen Kirche.
1637 wurde in Altenbrak an der Stelle des heutigen Hauses Unterdorf 5 (Schellbachs Fleischerei) eine Schule erbaut. Auch ein Schulmeister wird mitten im Dreißigjährigen Krieg erwähnt. Die Schule brannte 1694 nieder und wurde 1704 an gleicher Stelle wieder aufgebaut. Der Neubau brannte am 24. Oktober 1721 erneut ab. Auch das Hüttenwerk in der Nähe und elf Wohnhäuser wurden ein Raub der Flammen. In dem daraufhin am 6. August 1724 eingeweihten Bau der Schule gab es im ersten Stock einen Betsaal mit Kanzel und Altar. Bei der Erweiterung der Schule 1889 wurde dann auch eine kleine Kapelle im ehemaligen linken Vorgarten der Fleischerei Schellbach gebaut. Beide brannten sieben Jahre später ab.
1900 begann man mit dem Neubau der Schule, Lehrerwohnung und Kirche im Mitteldorf (Mühlenberg), heute Bergstraße 1. Am 29. April 1901 fand die Einweihung statt. 1964 erhielt die Orgel, 1902 von Ernst Knauf gebaut, einen elektrischen Antrieb; bis zu diesem Zeitpunkt musste der Blasebalg per Fuß getreten werden. Am 13. Juli 1966 wurde eine neue große Kirchenglocke (von Schilling aus Apolda) eingebaut. Der Kirchenraum – Eigentum der ev.-luth. Kirche – wird auch von den Katholiken zum Abhalten des Gottesdienstes genutzt.

### Bergschwimmbad
Das Bergschwimmbad liegt zwischen dem Ort und dem Jagdschloss Windenhütte, oberhalb vom ehemaligen Altenbraker Schützenplatz. Die Arbeiten für diese Anlage begannen am 30. September 1929, wurden jedoch während der Wintermonate unterbrochen. Die Einweihung erfolgte mit einem Festakt am 13. Juli 1930. Das gesamte Gelände umspannt ca. 10 Morgen (2,5 Hektar) und wurde mit eigenem Quellwasser gespeist. Die Kosten für die Errichtung betrugen etwa 32.000 Reichsmark. Das Bergschwimmbad wurde 2023 wegen des jährlichen Defizits von 50.000 € und baulichen Schäden bis auf weiteres geschlossen.

## Kultur und Sehenswürdigkeiten

### Waldbühne
Auf der „Waldbühne Altenbrak“ mit rund 940 Sitzplätzen finden jedes Jahr am ersten Septemberwochenende der „Harzer Jodlerwettstreit“ und im Sommer Theater- und Konzertveranstaltungen statt.
Am 5. November 1950 begann im ehemaligen Hängemattenwald die Errichtung dieser Waldbühne. Der Hängemattenwald war nach einem Orkan verwüstet worden. Die Waldbühne wurde in 6500 freiwilligen Aufbaustunden von der Bevölkerung errichtet. Am 30. Juni 1951 wurde die Waldbühne mit der Operette von Carl Millöcker Der Vetter aus Dingsda  eingeweiht.
Seit 2010 gehört die Waldbühne Altenbrak zur Bodetal Tourismus GmbH und wird durch das Theater der Tiefe und das Nordharzer Städtebundtheater bespielt. 

### Heimatstube
Die Idee zur Errichtung eines kleinen Museums wurde 1979 vom damaligen Lehrer Werner Schomburg geboren und in einem leerstehenden ehemaligen Schulklassenraum, im Gebäude an der Bergstraße 1 (Kirche), verwirklicht. Am 30. April 1983 wurde das kleine Museum eingeweiht. Es zeigt etwa 400 Exponate, darunter historischen Hausrat und bäuerliches Gerät, alte Trachten der Region sowie Mineralien aus dem Bodetal und Treseburg. Außerdem werden regionale Chroniken, Prospekte, Geldscheine und Münzen gezeigt. Heute befindet sich die Heimatstube im Unterdorf 5 (Touristinformation).

### Harzer Hexenstieg
Durch Altenbrak führt der knapp 100 Kilometer lange Harzer Hexenstieg, ein Wanderweg, der von Osterode nach Thale verläuft.

### Brauchtumsgruppe Weihnachtsmänner Altenbrak e. V.
Die Brauchtumsgruppe Weihnachtsmänner Altenbrak e. V. ist ein 1865 gegründeter Verein, der jährlich am 1. Weihnachtsmorgen einen Umzug durch Altenbrak – seit 1960 auch durch die Nachbargemeinde Treseburg – veranstaltet. Beginn des Umzuges ist 5:45, bei gelöschter Straßenbeleuchtung. An der Spitze befinden sich die Peitschenschläger und dann folgen die Schellenträger. Während die Peitschenschläger mit drei bis vier Meter langen, an 50 Zentimeter kurzen Peitschenstielen angebrachten Riemen knallen, tragen die Schellenträger eine 60 mal 80 Zentimeter große Ledermatte mit zehn bis 15 Glocken auf dem Rücken, mit welcher sie versuchen das Geläut eines Pferdegespann mit Glocken zu imitieren.
Der Brauch wird in Verbindung gesehen mit den besonderen zwölf Nächten oder „Gleichen“ zum Jahreswechsel, die verschiedentlich auch als Raunacht oder Glöckelnacht bekannt sind. Oder mit dem Weihnachts- und Silvesterschießen beispielsweise in Berchtesgaden.
Der Brauch enthält Elemente, die im uralten Glaubenskreis, der Vertreibung böser Geister, wurzeln. Dokumente aus den 70er und 80er Jahren des 19. Jahrhundertszeugen vom Nüssewerfen neben dem Peitschenknallen. Nüsse galten als Symbole der Fruchtbarkeit und versprachen eine reiche Ernte im kommenden Jahr. Ältere Einwohner berichteten, dass sich die Weihnachtsmänner noch kurz nach der Jahrhundertwende bereits am Heiligen Abend in einer Gaststätte trafen. Zum Abendessen gab es Hering mit Pellkartoffeln, Bier und Schnaps. Die letzten Nachtstunden verbrachten die Männer auf Stroh in den Treffs. Die Bescherung fand bis zum Ende des Zweiten Weltkrieges erst nach dem Durchzug der Weihnachtsmänner statt.
Weitere Aktivitäten des Vereins umfassen das Aufstellen des Weihnachtsbaum am 1. Advent im Dorf und Auftritte als Nikoläuse am 6. Dezember. Seit 1991 ist die Brauchtumsgruppe ein eingetragener Verein.

## Persönlichkeiten

### Söhne und Töchter des Ortes
- Herbert Krebs (1901–1980), Forstmann und Jagdautor
- Bodo Mros (* 1930), Mediziner

### Berühmte Besucher
Vom 8. August bis 13. September 1784 befand sich Johann Wolfgang von Goethe auf seiner dritten Harzreise. Am 7. September wanderte er von Elbingerode – Bodetal – Susenburg – Schnapphahnengrund – Rübeland – Neuwerk bis Wendefurth, wo er übernachtete. Am 8. September wanderte Goethe dann von Wendefurth – Bodetal – Ludwigshütte – Altenbrak – Treseburg – Roßtrappe nach Thale (nächste Übernachtung). Goethe nannte in einem Brief vom 6. September 1784 an J. G. Herder die Bode „Bude“.
1884 – 100 Jahre später – weilte Theodor Fontane in Altenbrak. Das Gasthaus zum Rodenstein – hier aß er die berühmten Schmerlen – und andere Stationen seines Ausflugs ins Bodetal finden sich in seinem Roman Cécile wieder.